# Borgo San Lorenzo

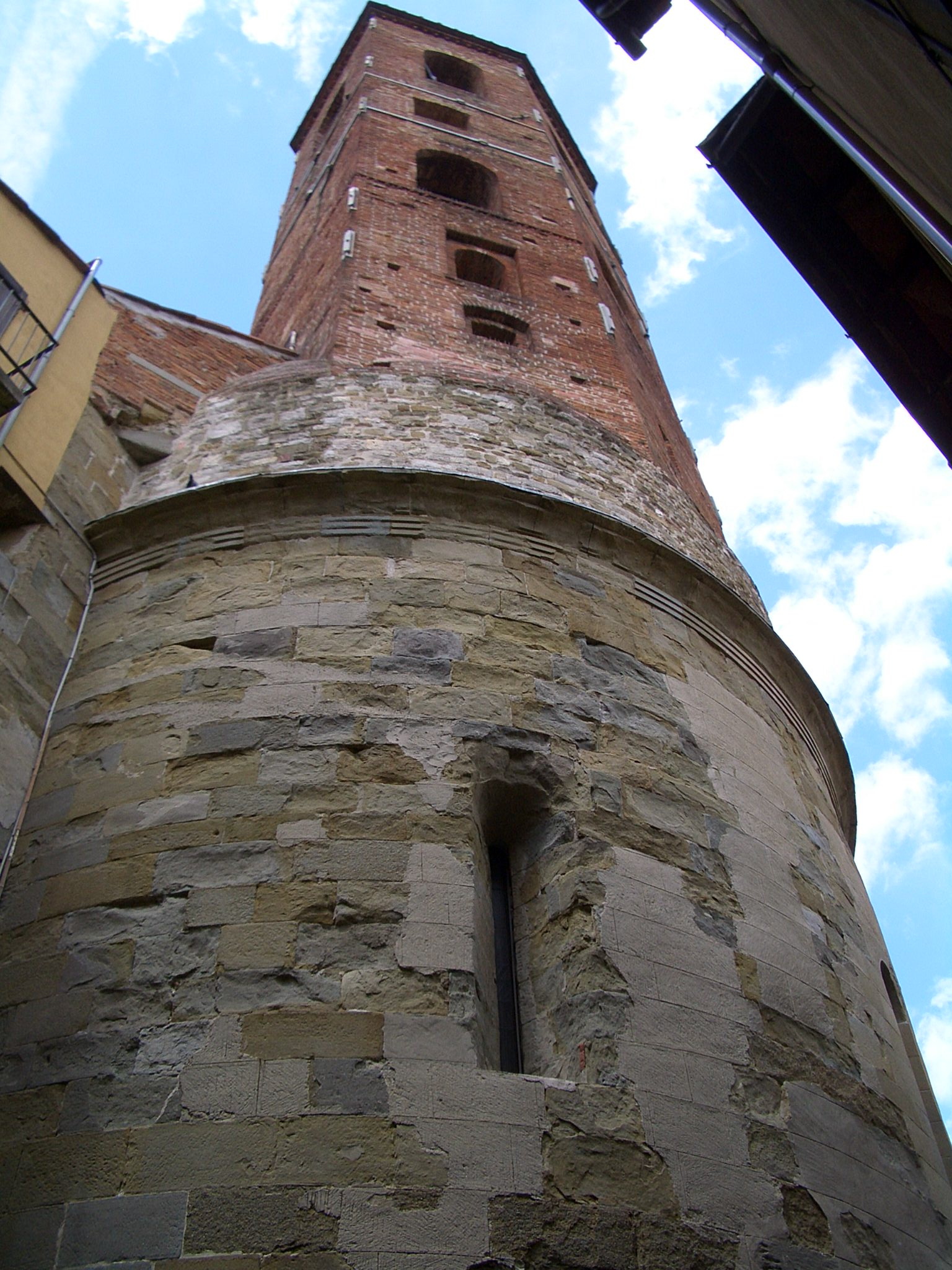
Nhà thờ San Lorenzo ở Borgo San Lorenzo

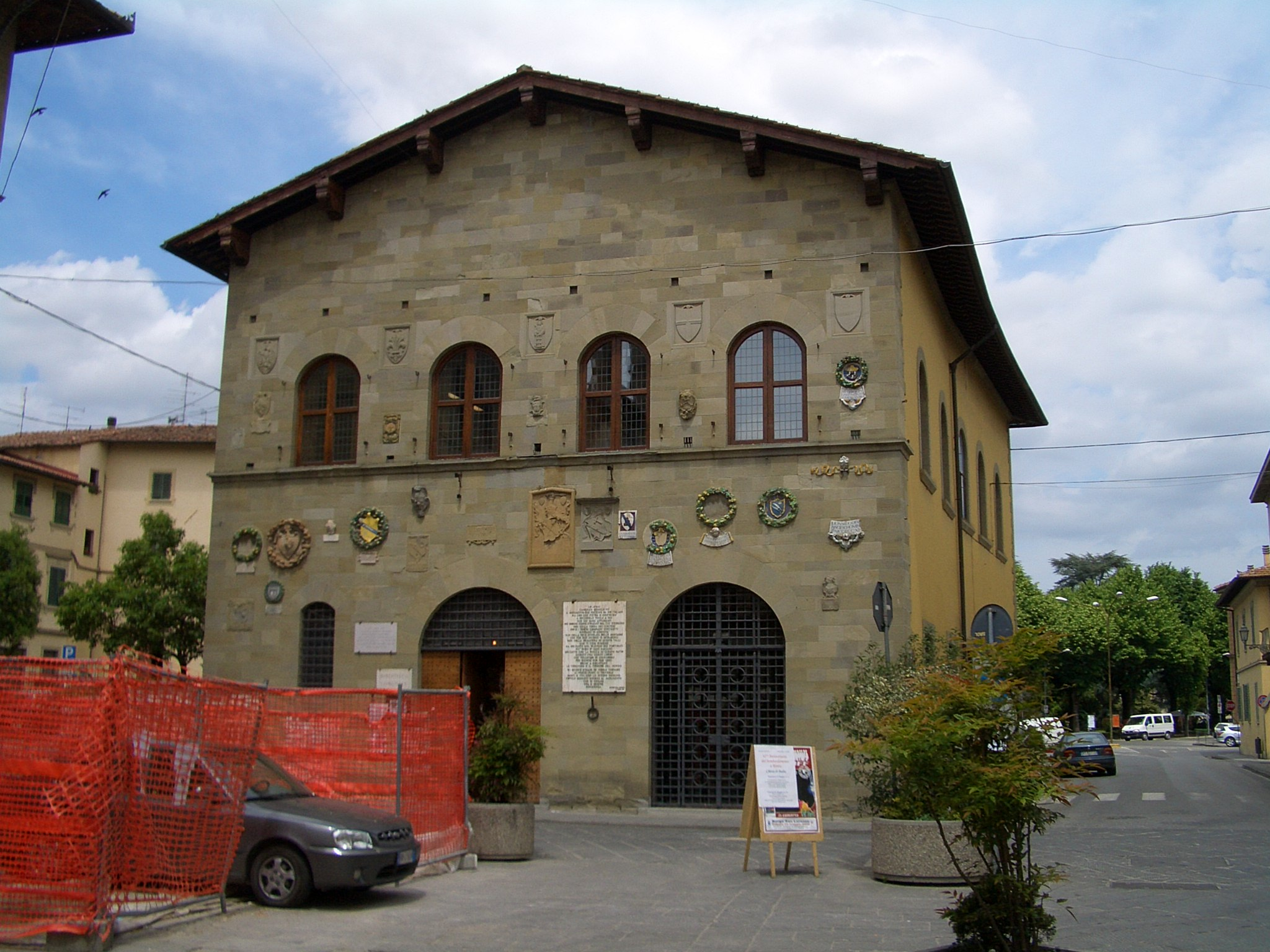
Thư viện thị xã

Borgo San Lorenzo là một đô thị ở tỉnh Firenze trong vùng Toscana, tọa lạc khoảng 20 km về phía đông bắc của Florence. Tại thời điểm ngày 31 tháng 12 năm 2004, đô thị này có dân số 16.761 người và diện tích là 146.1 km².
Borgo San Lorenzo giáp các đô thị sau: Fiesole, Firenzuola, Marradi, Palazzuolo sul Senio, Pontassieve, San Piero a Sieve, Scarperia, Vaglia, Vicchio.